# Florencia Fabris
María Florencia Fabris (1975, Buenos Aires, Argentina - 1 de septiembre de 2013, Mendoza, Argentina) fue una soprano lírica que incursionó en la ópera con distinguida trayectoria.

## Biografía
Considerada una de las promesas más destacables de la lírica internacional, la soprano Florencia Fabris inició su carrera coral en el Coro de Niños del Teatro Colón, dirigido por Valdo Sciammarella para después ingresar al estudio de la música operística en la Academia Nacional de Santa Cecilia, en Roma (Italia), donde obtuvo con criterio de excelencia sus calificaciones como cantante de ópera en cursos con Mirella Freni y Renata Scotto.
Su abuelo fue un aficionado al arte y a la ópera, y su madre es eximia pianista, ambos le inculcaron desde chica su vocación lírica. Hizo presentaciones en Brasil (Río de Janeiro) y Estados Unidos
En Argentina cursó la Maestría de Canto Lírico en el Instituto Superior de Arte del Teatro Colón con Reinaldo Censabella y Bruno D’Astoli, perfeccionándose en técnica vocal con Horacio Amauri Pérez y en repertorio con Susana Cardonnet.
Se destacaron sus actuaciones en "I Pagliacci", "Il Trovatore", "Madama Butterfly", "Francesca da Rimini", "Suor Angelica", "Nabucco" (revelación el 22 de noviembre de 2009 en la prestigiosa óbra de Verdi) y "Don Carlos", entre otras.
Dueña de una inmejorable cualidad vocal, la lírica argentina se vio magníficamente representada por esta artista que siempre aceptó los retos de las más difíciles interpretaciones contemporáneas siendo admirada por el público y la crítica periodística. 

## Fallecimiento
Falleció dos días después de una actuación del "Requiem" de Giuseppe Verdi, obra que duró más de dos horas y que presenta sobreagudos de alta exigencia, en la ciudad de San Juan, luego de ser operada de urgencia de un ACV en el Hospital Español de la localidad de Godoy Cruz, ciudad de Mendoza, donde había sido trasladada. Su cuerpo fue enterrado en un cementerio privado al norte de Buenos Aires.